# Liste der Biografien/Kall
Liste der Biografien |
Portal Biografien |
Personensuche
# |
A |
B |
C |
D |
E |
F |
G |
H |
I |
J |
K |
L |
M |
N |
O |
P |
Q |
R |
S |
T |
U |
V |
W |
X |
Y |
Z |
?
 
Ka |
Kb |
Kc |
Kd |
Ke |
Kf |
Kg |
Kh |
Ki |
Kj |
Kl |
Km |
Kn |
Ko |
Kp |
Kr |
Ks |
Kt |
Ku |
Kv |
Kw |
Ky |
Kx |
Kz
 
Kaa–Kag |
Kah |
Kai |
Kaj |
Kak |
Kal |
Kam |
Kan |
Kao |
Kap |
Kar |
Kas |
Kat |
Kau |
Kav |
Kaw |
Kay |
Kaz
 
Kala |
Kalb |
Kalc |
Kald |
Kale |
Kalf |
Kalh |
Kali |
Kalj |
Kalk |
Kall |
Kalm |
Kaln |
Kalo |
Kalp |
Kals |
Kalt |
Kalu |
Kalv |
Kalw |
Kaly |
Kalz
Die Liste der Biografien führt alle Personen auf, die in der deutschsprachigen Wikipedia einen Artikel haben. Dieses ist eine Teilliste mit 295 Einträgen von Personen, deren Namen mit den Buchstaben „Kall“ beginnt.

## Kall
- Kall, Friedrich von (1742–1809), preußischer Generalmajor
- Kall, Georg Friedrich von (1781–1813), preußischer Major, Regimentskommandeur
- Kall, Martin (* 1961), deutscher Manager
- Kall, Toomas (* 1947), estnischer Schriftsteller, Dramatiker und Humorist

### Kalla
- Kalla, Charlotte (* 1987), schwedische Skilangläuferin
- Kalla, Jan-Philipp (* 1986), deutscher FußballspielerJan-Philipp Kalla (* 1986)

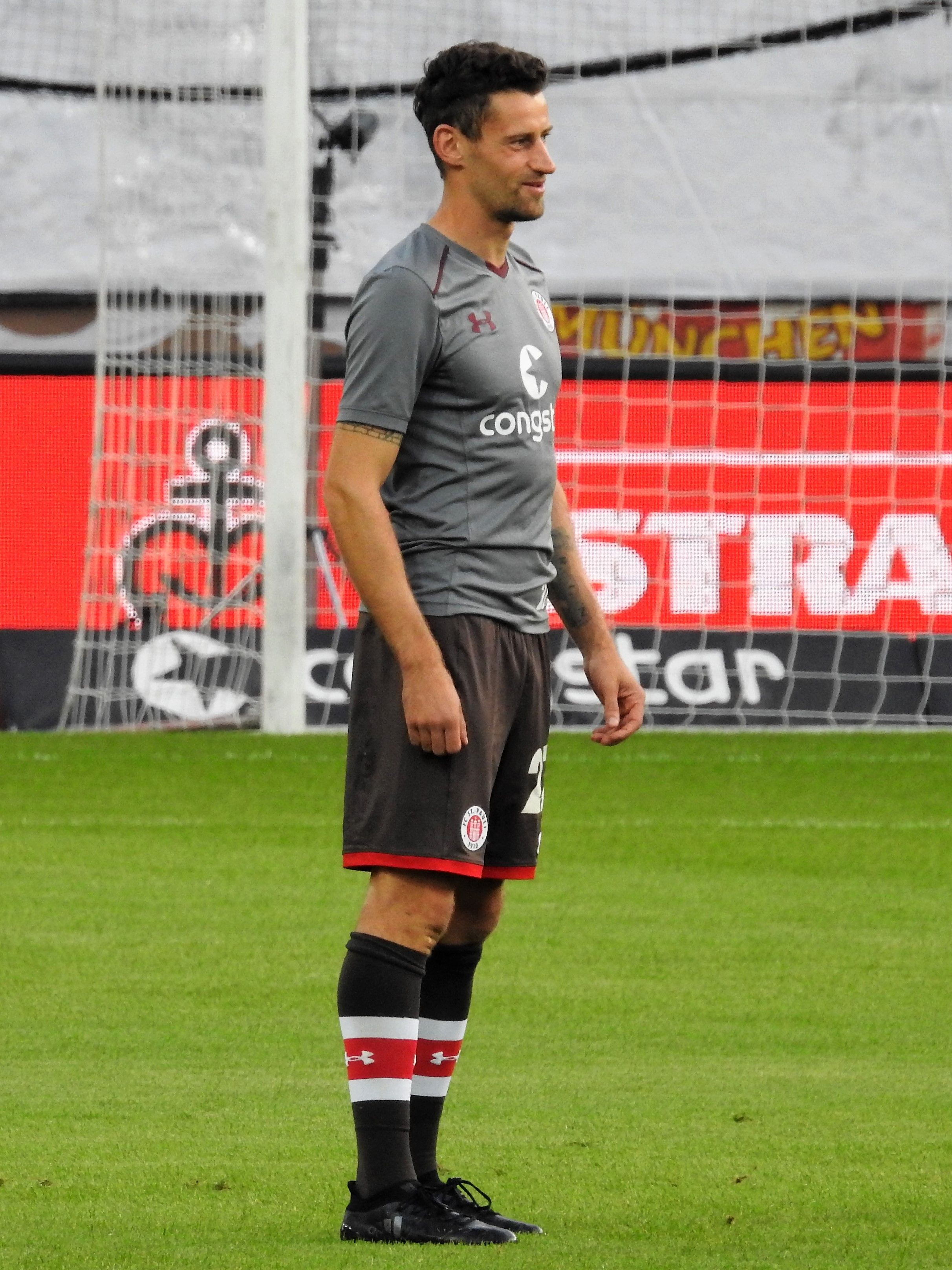
Jan-Philipp Kalla (* 1986)

- Kalla, Muhammad Jusuf (* 1942), indonesischer Politiker und Vizepräsident Indonesiens
- Kalla, Raymond (* 1975), kamerunischer Fußballspieler
- Kallab, Camilla (* 1910), österreichische, später deutsche Opernsängerin (Alt)
- Kallabis, Damian (* 1973), deutscher Leichtathlet
- Kallabis, Jolanda (* 2005), deutsche Leichtathletin
- Kállai, Ernő (1890–1954), ungarischer Kunsthistoriker, Schriftsteller, Kunstkritiker, Publizist
- Kállai, Ferenc (1925–2010), ungarischer Schauspieler
- Kállai, Gábor (1959–2021), ungarischer Schachmeister
- Kállai, Gyula (1910–1996), ungarischer kommunistischer Politiker
- Kallaischros († 411 v. Chr.), athenischer Politiker
- Kallakorpi, Aulis (1929–2005), finnischer Skispringer
- Kallan, Gerald (* 1979), österreichischer Naturbahnrodler
- Kallan, Roland (* 1975), österreichischer Naturbahnrodler
- Kallarackal, Joseph (* 1964), indischer römisch-katholischer Geistlicher, Bischof von Jaipur
- Kallarakal, Francis (* 1941), indischer Geistlicher, emeritierter römisch-katholischer Erzbischof Verapoly
- Kallarangatt, Joseph (* 1956), indischer Geistlicher, Bischof von Palai
- Kallas, Aino (1878–1956), finnisch-estnische Schriftstellerin und Lyrikerin
- Kallas, Axel (1890–1922), estnischer Theologe, Dichter und Übersetzer
- Kallas, Georges (* 1953), libanesischer Hochschullehrer und Politiker
- Kallas, Joseph (* 1931), libanesischer Geistlicher, Erzbischof von Beirut und Jbeil
- Kallas, Kaja (* 1977), estnische Politikerin (Eesti Reformierakond), Mitglied des Riigikogu, MdEPKaja Kallas (* 1977)

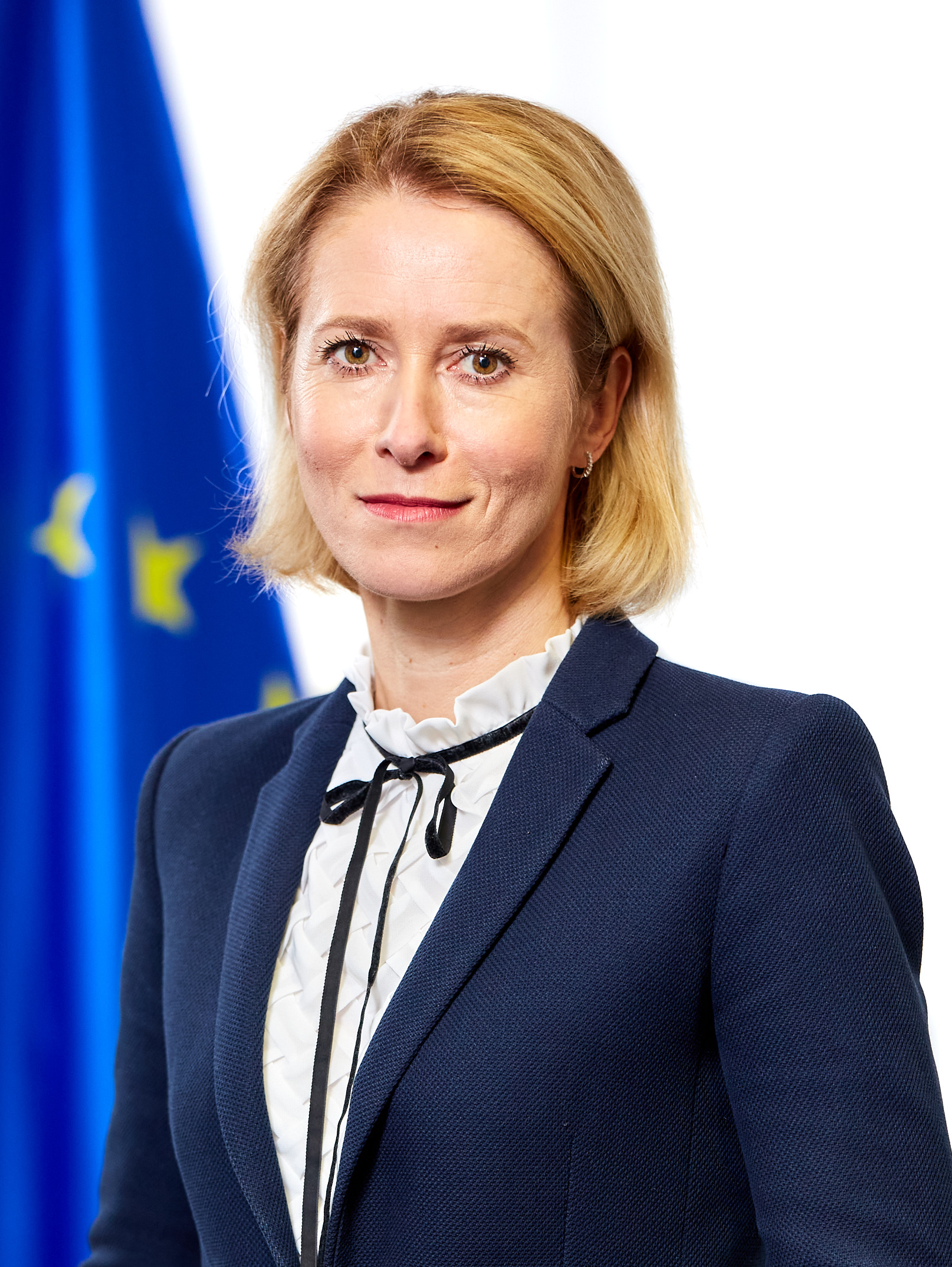
Kaja Kallas (* 1977)

- Kallas, Kristina (* 1976), estnische Wissenschaftlerin und Politikerin
- Kallas, Madis (* 1981), estnischer Politiker
- Kallas, Oskar (1868–1946), estnischer Diplomat, Volkskundler und Linguist
- Kallas, Rudolf (1851–1913), estnischer Pastor und gesellschaftlicher Aktivist
- Kallas, Siim (* 1948), estnischer Politiker, Vizepräsident der Europäischen Kommission
- Kallas, Teet (* 1943), estnischer Schriftsteller
- Kallaste, Ken (* 1988), estnischer Fußballspieler
- Kallaste, Risto (* 1971), estnischer Fußballspieler
- Kallaste, Rudolf (1904–1964), estnischer Fußballspieler
- Kallaste, Toomas (* 1971), estnischer Fußballspieler
- Kallastu, Andrus (* 1967), estnischer Dirigent und Komponist
- Kallasvuo, Olli-Pekka (* 1953), finnischer Manager, Präsident von Nokia
- Kallauch, Daniel (* 1963), deutscher Musiker und Liedermacher
- Kallauch, Kathi (* 1987), österreichische Sängerin und Songwriterin
- Kállay, Benjámin (1839–1903), ungarisch-österreichischer Politiker
- Kállay, Miklós (1887–1967), ungarischer Politiker und Ministerpräsident
- Kállay, Tibor (1881–1964), ungarischer Politiker und Finanzminister (1921–1924)
- Kállay-Saunders, András (* 1985), ungarisch-US-amerikanischer Sänger

### Kallb
- Kallbach, Heinz-Dieter (* 1940), deutscher PilotHeinz-Dieter Kallbach (* 1940)

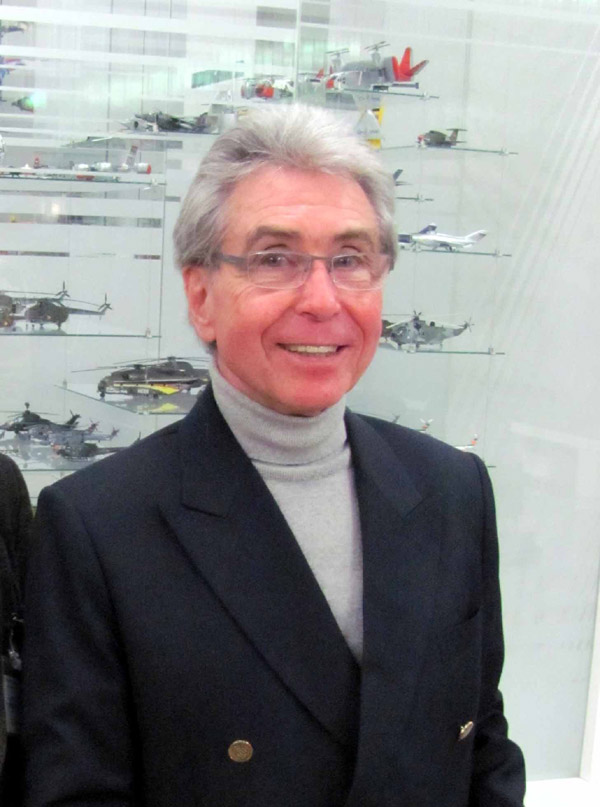
Heinz-Dieter Kallbach (* 1940)

- Källberg, Anton (* 1997), schwedischer Tischtennisspieler
- Källberg, Christina (* 2000), schwedische Tischtennisspielerin
- Källberg, Per (1947–2014), schwedischer Kameramann
- Kallbrunner, Josef (1881–1951), österreichischer Historiker und Archivar

### Kalle
- Kalle, Albrecht Christian (1611–1679), deutscher Zeichner und Kupferstecher
- Kalle, Arnold (1873–1952), deutscher Offizier, Diplomat und Politiker (DVP)
- Kalle, Christof von (* 1962), deutscher Onkologe und Hochschullehrer
- Kalle, Fritz (1837–1915), deutscher Fabrikant, Rentier und Politiker (NLP), MdR
- Kalle, Kurt (1898–1975), deutscher Meeresforscher
- Kalle, Matthias (* 1975), deutscher Journalist und Autor
- Kalle, Norman (* 1973), deutscher SchauspielerNorman Kalle (* 1973)

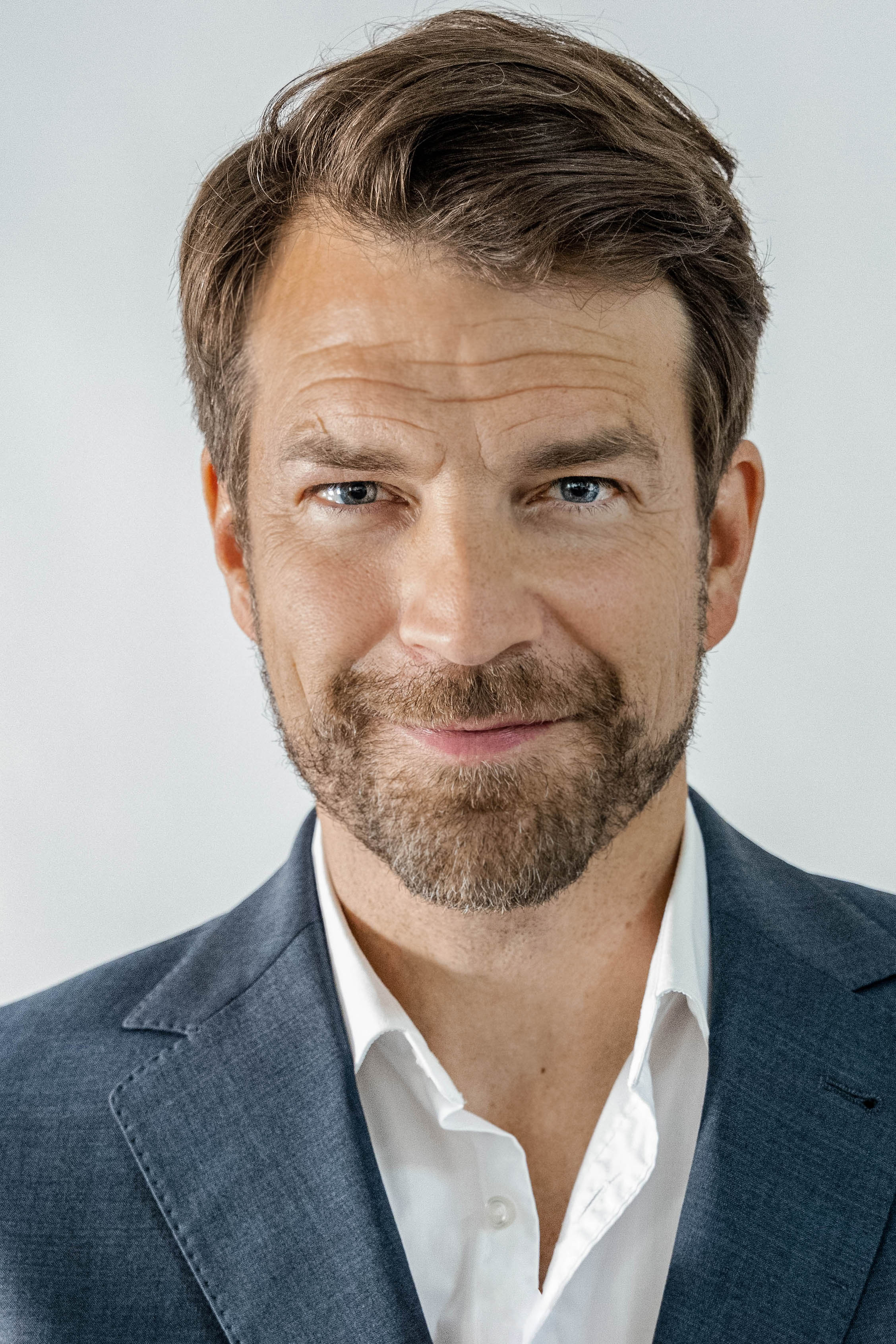
Norman Kalle (* 1973)

- Kallé, Pépé (1951–1998), kongolesischer Musiker und Sänger
- Kalle, Ton (* 1955), niederländischer Bildhauer, der vor allem mit Granit arbeitet
- Kalle, Wilhelm (1838–1919), deutscher Chemiker und Unternehmer, Gründer der Chemischen Fabrik Kalle
- Kalle, Wilhelm Ferdinand (1870–1954), deutscher Chemiker, Unternehmer und Politiker (DVP), MdR
- Kalleberg, Arne L. (* 1949), US-amerikanischer Soziologe norwegischer Herkunft
- Kalledar, Ebi (* 1959), deutsch-iranischer Künstler
- Kallee, Albert (1884–1956), deutscher Jurist, Landgerichtsdirektor in Stuttgart (1937–1947)
- Kallee, Eduard von (1818–1888), württembergischer Generalmajor, Archäologe
- Kallee, Ekkehard (1922–2012), deutscher Nuklearmediziner, Endokrinologe und Professor für Innere Medizin
- Kallee, Richard (1854–1933), Stadtpfarrer von Feuerbach und Heimatforscher
- Kallen, Gerhard (1884–1973), deutscher Historiker
- Källén, Gunnar (1926–1968), schwedischer Physiker
- Kallen, Hans (1901–1974), deutscher Ingenieur und Manager
- Kallen, Horace (1882–1974), US-amerikanischer Philosoph und Hochschullehrer
- Kallen, Jackie (* 1952), US-amerikanische Boxmanagerin
- Kallen, Kitty (1922–2016), US-amerikanische Sängerin
- Kallen, Paul-Bernhard (* 1957), deutscher Manager
- Kallen, Peter Wilhelm (1910–1979), deutscher Unternehmer und Politiker (CDU), Oberbürgermeister von Neuss
- Kallenbach, André (* 1957), deutscher Schauspieler
- Kallenbach, Anja (* 1988), deutsche Schönheitskönigin
- Kallenbach, August, Wuppertaler Original
- Kallenbach, Eberhard (1935–2016), deutscher Elektroingenieur, Professor für Mechatronik, Unternehmer und NDPD-Funktionär
- Kallenbach, Franz (1893–1944), deutscher Mykologe
- Kallenbach, Georg Gottfried (1805–1865), deutscher Architekturhistoriker
- Kallenbach, Gisela (* 1944), deutsche Politikerin (Bündnis 90/Die Grünen), MdEP, MdL
- Kallenbach, Hans (1897–1966), deutscher NS-FunktionärHans Kallenbach (1897–1966)

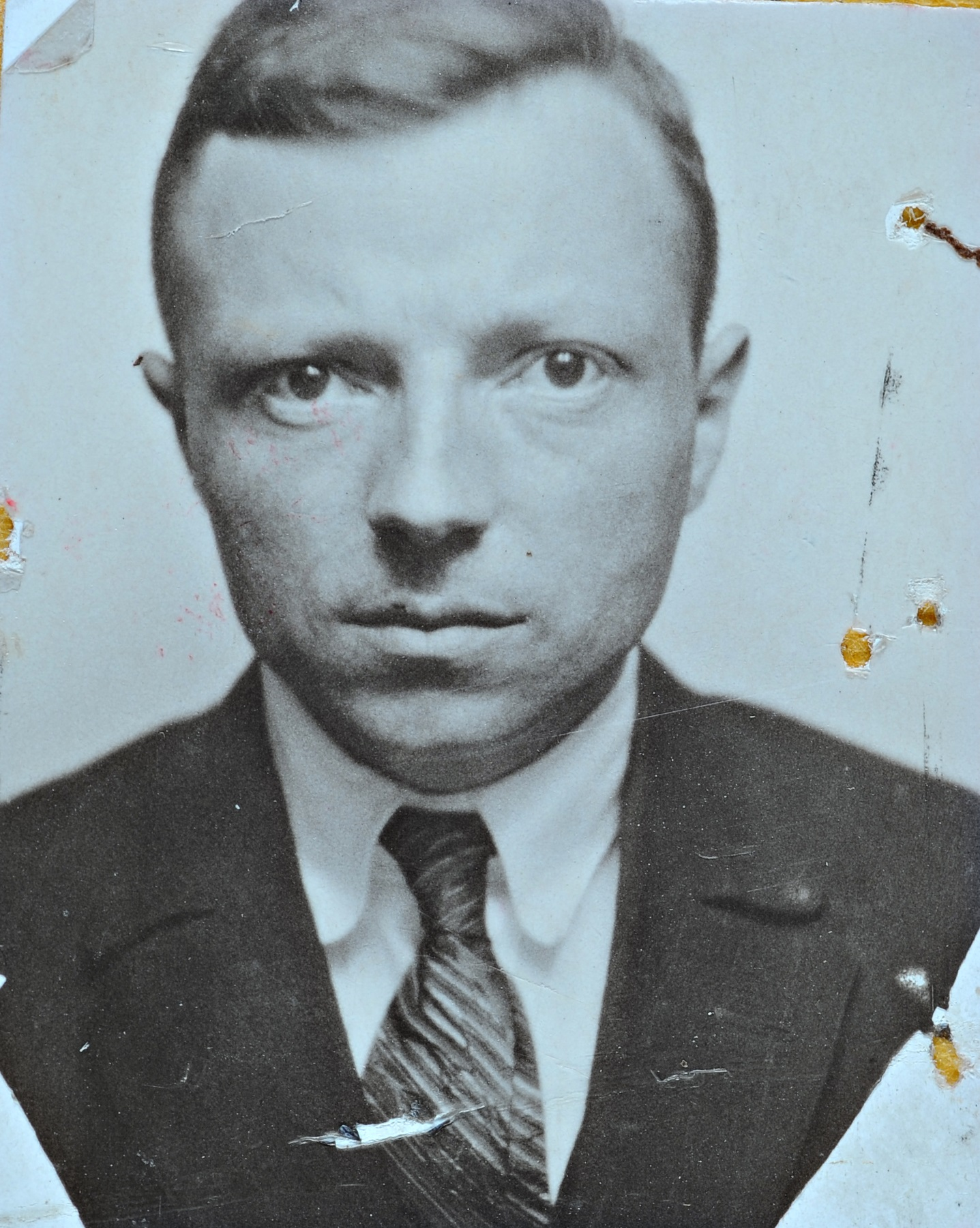
Hans Kallenbach (1897–1966)

- Kallenbach, Hans (1907–1981), deutscher Pädagoge, Philologe und Akademiedirektor
- Kallenbach, Hermann (1871–1945), südafrikanischer Architekt und Weggefährte von Mahatma Gandhi
- Kallenbach, John (* 1983), deutscher Kickboxer
- Kallenbach, Jörg (* 1953), deutscher Politiker (CDU), MdL
- Kallenbach, Kenneth Keith (1969–2008), US-amerikanischer Schauspieler, Comedian und Moderator
- Kallenbach, Manfred (1942–2010), deutscher Fußballspieler
- Kallenbach, Otto (1911–1992), deutscher Bildhauer
- Kallenbach, Reinhard (* 1963), deutscher Journalist und Autor
- Kallenbach, Richard (1889–1984), deutscher Jurist, Präsident des Bayerischen Obersten Rechnungshofes und Politiker (FDP), MdL
- Kallenbach, Wanda (1902–1944), deutsches Opfer der nationalsozialistischen Justiz
- Kallenbach, Werner (* 1941), deutscher Politiker (SPD), MdL
- Kallenbach, William (* 2005), deutscher Fußballspieler
- Kallenbäck, Helena (* 1944), schwedische Schauspielerin
- Kallenberg, Anders (1834–1902), schwedischer Landschafts- und Tiermaler, Hochschullehrer der Kunstakademie Stockholm, Amateur-Fotograf
- Kallenberg, Fritz (1923–2013), deutscher Historiker
- Kallenberg, Jacob († 1565), Holzschneider, Maler
- Kallenberg, Julia (* 1982), deutsche Basketballspielerin
- Kallenberg, Karl (1825–1900), deutscher Turner
- Kallenberg, Olav (* 1939), schwedischer Mathematiker
- Kallenberg, Siegfried (1867–1944), deutscher Komponist
- Kallenborn, Adolf (1929–2008), deutscher Fußballspieler
- Kallenborn, Jörg (* 1967), deutscher Fußballspieler
- Kallendorf, Craig William (1954–2023), US-amerikanischer Philologe
- Källenius, Ola (* 1969), schwedisch-deutscher Manager bei der Daimler AGOla Källenius (* 1969)

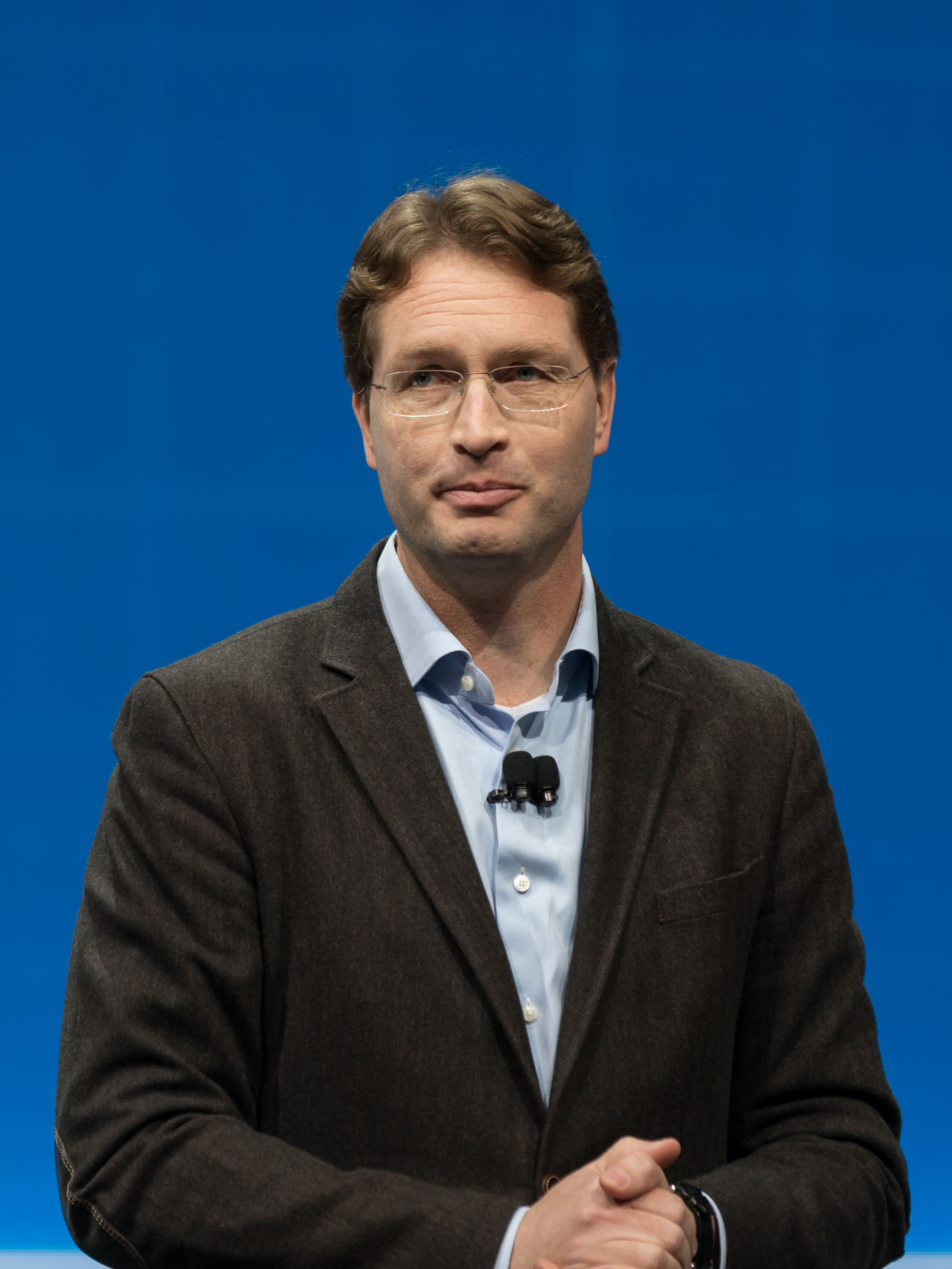
Ola Källenius (* 1969)

- Kallenou, Leontia (* 1994), zypriotische Hochspringerin
- Kallenrode, May-Britt (* 1962), deutsche Physikerin
- Kallentoft, Mons (* 1968), schwedischer Schriftsteller und Journalist
- Kaller, Ernst (1898–1961), deutscher Organist, Musikwissenschaftler und Hochschullehrer
- Kaller, Kim (* 1987), deutsche Fußballspielerin
- Kaller, Martina (* 1963), österreichische Historikerin und Lateinamerikanistin
- Kaller, Maximilian (1880–1947), Bischof von Ermland in Ostpreußen
- Kaller, Nunu (* 1981), österreichische Publizistin, Umwelt-Aktivistin und Bloggerin
- Kaller, Otto (1907–1985), österreichischer Fußballspieler
- Kaller, Robert (* 1958), deutscher bildender Künstler und Kunstpädagoge
- Kaller, Stephan (* 1957), deutscher Pianist
- Kaller, Udo (* 1943), deutscher Künstler
- Kallergis, Dimitrios († 1867), griechischer General und Staatsmann
- Kallert, August (1882–1958), deutscher Maler
- Kallert, Tamina (* 1974), deutsche FernsehmoderatorinTamina Kallert (* 1974)

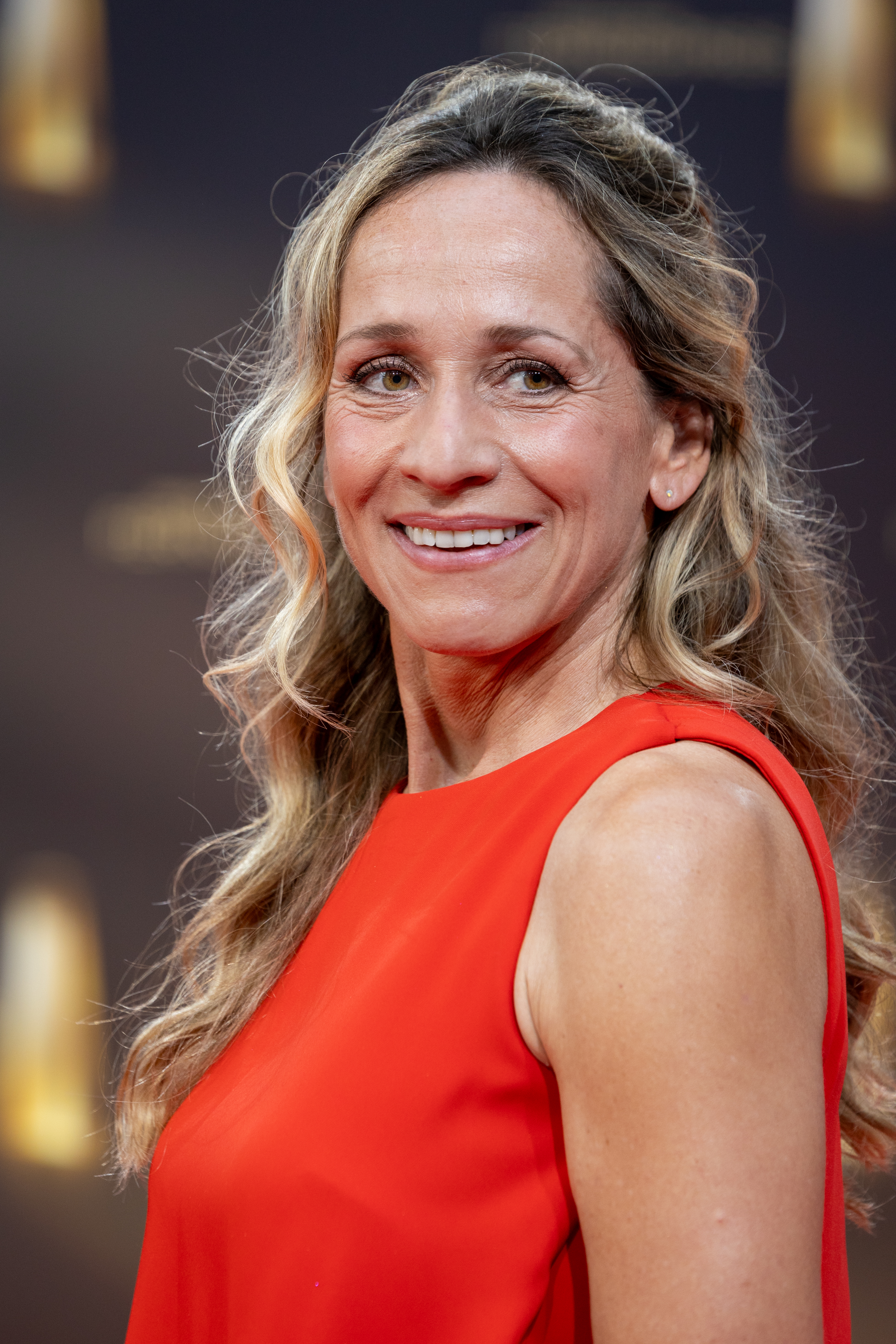
Tamina Kallert (* 1974)

### Kallf
- Kallfaß, Camilla (* 1982), deutsche Musical-Sängerin in der Stimmlage Sopran
- Kallfaß, Dieter (* 1943), deutscher Fußballspieler
- Kallfelz, Hatto (1934–2017), deutscher Historiker und Archivar

### Kallg
- Källgren, Henry (1931–2005), schwedischer Fußballspieler
- Källgren, Olle (1907–1983), schwedischer Fußballspieler

### Kallh
- Källhage, Evelina (* 1997), schwedische Handballspielerin
- Kallhardt, Reiner (* 1933), deutscher Maler, Bildhauer, Kurator und Kunstprofessor
- Kallhoff, Angela (* 1968), deutsche Philosophin

### Kalli
- Kalliala, Aake (* 1950), finnischer Schauspieler
- Kallianpur, Gopinath (1925–2015), indischer Stochastiker
- Kallias II., athenischer Staatsmann und Diplomat
- Kallias III. († 371 v. Chr.), athenischer Archon und Mäzen
- Kallias von Chalkis, Tyrann von Chalkis
- Kallias von Syrakus, antiker griechischer Geschichtsschreiber
- Kalliauer, Johann (* 1953), österreichischer Gewerkschaftsfunktionär
- Kallidis, Gregor (1844–1925), griechischer Metropolit
- Kallierges, Zacharias, griechischer Typograf und Drucker
- Kallies, Monika (* 1956), deutsche Ruderin
- Kallies, Ruth (1925–2016), deutsche Schriftstellerin
- Kallifatides, Theodor (* 1938), griechisch-schwedischer Schriftsteller
- Kalligas, Paul (* 1948), griechischer Philosoph und Philosophiehistoriker
- Kalligas, Pavlos (1814–1896), griechischer Politiker, Jurist und Schriftsteller
- Kallikles (Sohn des Eunikos), griechischer Bildhauer
- Kallikles (Sohn des Theokosmos), griechischer Bildhauer
- Kallikles, griechischer Sophist
- Kallikrates, antiker griechischer Künstler
- Kallikrates, Flottenkommandant der Ptolemäer, Alexanderpriester
- Kallikrates († 420 v. Chr.), antiker griechischer Architekt
- Kallikratidas († 406 v. Chr.), spartanischer Flottenführer
- Kallima, Alexei Wiktorowitsch (* 1969), russischer Zeichner
- Kallimachis, Johann Theodor (1690–1780), Fürst (Domn) der Moldau
- Kallimachos, griechischer Bildhauer und Bronzegießer
- Kallimachos, griechischer Schauspieler
- Kallimachos, Stratege der Thebais, Ägypten
- Kallimachos († 490 v. Chr.), Politiker und Feldherr im antiken Athen
- Kallimachos, Dichter und Gelehrter
- Kallimogianni, Vasiliki (* 2004), griechische Leichtathletin
- Kallin, Robert (* 1995), schwedischer Triathlet
- Kallin-Fischer, Grit (1897–1973), deutsche Fotografin, Grafikdesignerin und Bildhauerin
- Kallina, Anna (1874–1948), österreichische Kinderdarstellerin und Schauspielerin
- Kallina, Bernd (* 1950), deutscher Politikwissenschaftler und Journalist
- Kallina, Elisabeth (1910–2004), österreichische TheaterschauspielerinElisabeth Kallina (1910–2004)

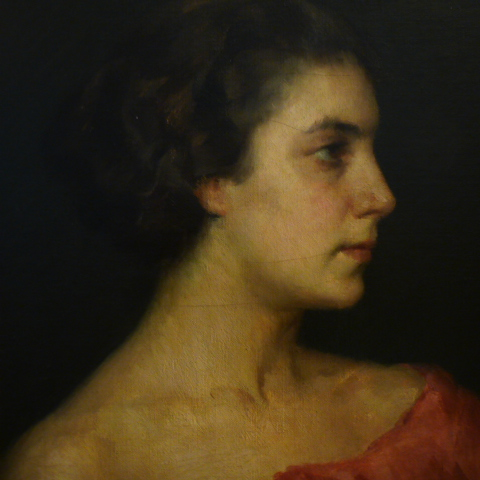
Elisabeth Kallina (1910–2004)

- Kallina, Jacqueline (* 1990), österreichische Triathletin
- Kallina, Maurus (1844–1913), österreichisch-ungarischer Architekt
- Kallina, Othmar (1889–1945), deutscher Politiker, Autor und Herausgeber in der Tschechoslowakei
- Kallinen, Yrjö (1886–1976), finnischer Politiker (Suomen Sosialidemokraattinen Puolue), Mitglied des Reichstags
- Kallinger, Christian (* 1982), österreichischer Dartspieler
- Kallinich, Günter (1913–2012), deutscher Pharmaziehistoriker
- Kallinikos, spätantiker Hagiograph
- Kallinikos I. († 705), Patriarch von Konstantinopel
- Kallinikos von Heliopolis, byzantinischer Alchemist, Architekt und Erfinder
- Kallinikos von Petra, antiker griechischer Rhetor und Historiker
- Kallinikow, Josef (1890–1934), russisch-tschechoslowakischer Schriftsteller
- Kallinos, griechischer Dichter
- Kallio, Elin (1859–1927), finnische Gymnastiklehrerin und Begründerin der finnischen Frauengymnastikbewegung
- Kallio, Heikki (* 1980), finnischer Schachspieler
- Kallio, Kaisa (1878–1954), finnische First Lady (1937–1940), Ehefrau von Kyösti Kallio, Hausfrau und Landwirtin
- Kallio, Karoliina (* 1979), finnische Sängerin
- Kallio, Kyösti (1873–1940), finnischer Politiker, Mitglied des Reichstags, Ministerpräsident und StaatspräsidentKyösti Kallio (1873–1940)

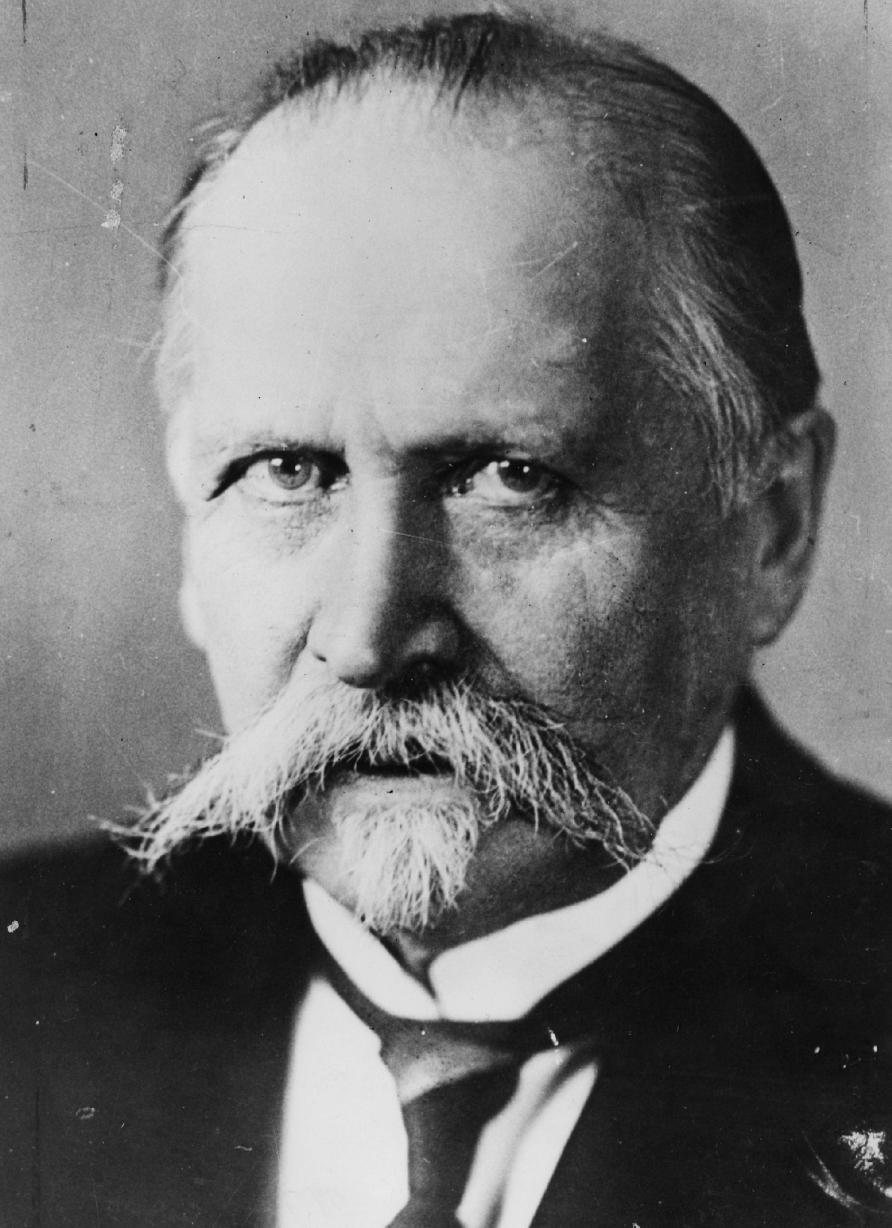
Kyösti Kallio (1873–1940)

- Kallio, Matt (* 1986), kanadischer Basketballschiedsrichter
- Kallio, Mika (* 1982), finnischer Motorradrennfahrer
- Kallio, Tomi (* 1977), finnischer Eishockeyspieler
- Kallio, Toni (* 1978), finnischer Fußballspieler und Fußballtrainer
- Kalliokoski, Viljami (1894–1978), finnischer Politiker, Mitglied des Reichstags
- Kalliomäki, Antti (* 1947), finnischer Stabhochspringer und Politiker, Mitglied des Reichstags
- Kallioniemi, Tuula (* 1951), finnische Autorin
- Kalliope, Königin, Gemahlin des Hermaios
- Kallipatira, Verwandte von Olympioniken
- Kallippos, antiker griechischer Gemmenschneider
- Kallippos, antiker römischer Bildhauer
- Kallippos, antiker griechischer Politiker
- Kallippos von Kyzikos, griechischer Mathematiker und Astronom
- Kallir, Otto (1894–1978), österreichischer Kunsthistoriker, Essayist, Verleger und Galerist
- Kallis, antiker attischer Töpfer
- Kallis, Anastasios (* 1934), griechischer orthodoxer Theologe
- Kallis, Bjarne (* 1945), finnischer Politiker
- Kallis, George (* 1974), zypriotischer Komponist
- Kallis, Jacques (* 1975), südafrikanischer Cricketspieler
- Kallis, Oskar (1892–1918), estnischer Maler
- Kallisperi, Sevasti (1858–1953), griechische Lehrerin, Schulinspektorin und Schriftstellerin
- Kallisthenes von Olynth, makedonischer Geschichtsschreiber
- Kallistion, spätantiker römischer Militär, Beamter und Dichter
- Kallistratos, antiker griechischer Erzgießer
- Kallistratos, griechischer Grammatiker
- Kallistratos, griechischer Rhetor
- Kallistratos von Aphidnai, griechischer Redner, Politiker und Feldherr
- Kallistratowa, Sofja Wassiljewna (1907–1989), sowjetische Anwältin und Menschenrechtlerin
- Kallius, Erich (1867–1935), deutscher Anatom
- Kallius, Ulrich (* 1945), deutscher Fußballspieler
- Kalliwoda, Johann Wenzel (1801–1866), deutscher Komponist, Kapellmeister und ViolinistJohann Wenzel Kalliwoda (1801–1866)

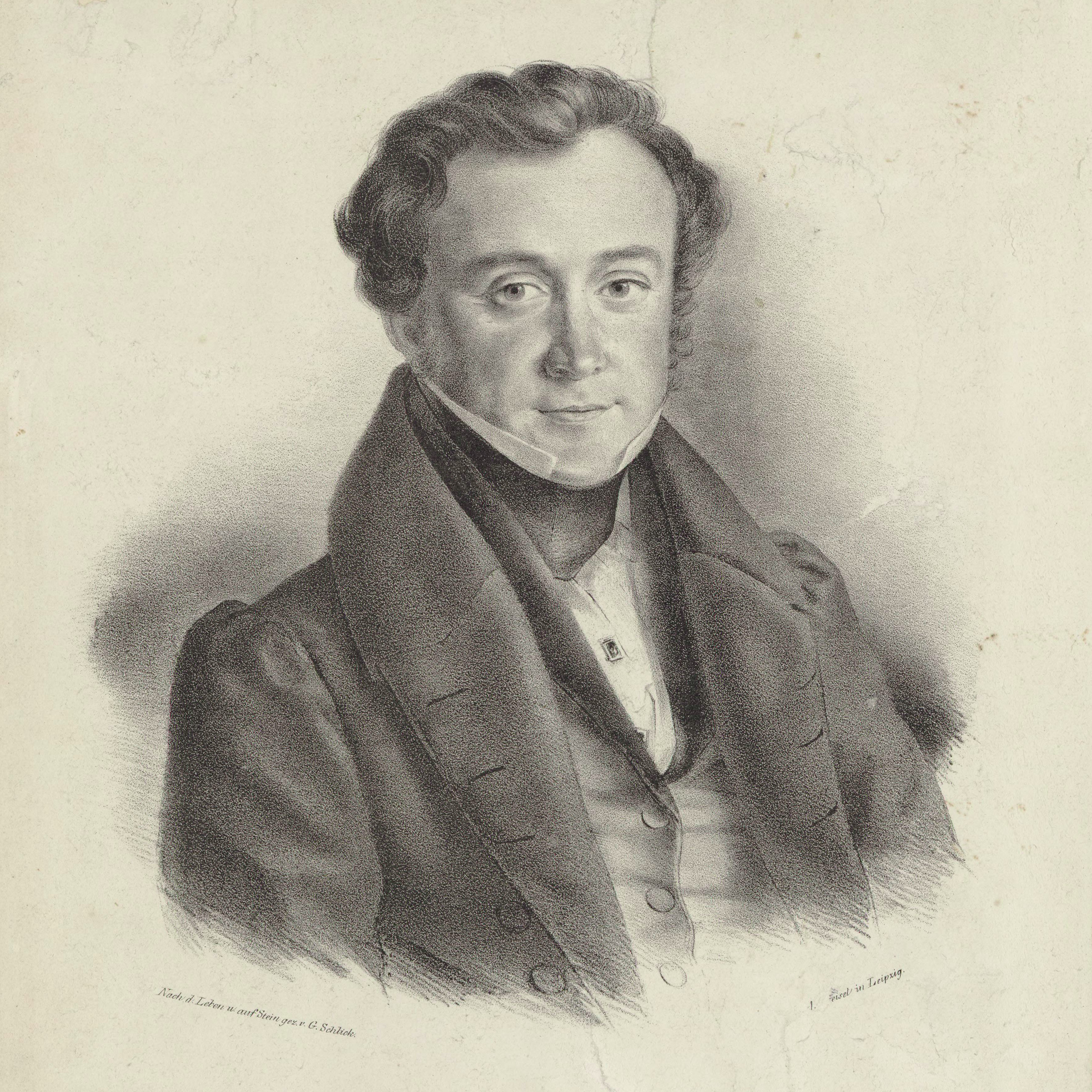
Johann Wenzel Kalliwoda (1801–1866)

- Kalliwoda, Wilhelm (1827–1893), deutscher Komponist und Kapellmeister
- Kallixeinos von Rhodos, griechisch-hellenistischer Schriftsteller und Historiker
- Kallixenos, antiker griechischer Erzgießer

### Kallm
- Kallmaier, Hanna (* 1994), deutsche Fußballspielerin
- Kallmaker, Karin (* 1960), US-amerikanische Schriftstellerin
- Källman, Benjamin (* 1998), finnischer Fußballspieler
- Kallman, Chester (1921–1975), amerikanischer Schriftsteller und Librettist
- Kallman, Dick (1933–1980), US-amerikanischer Schauspieler und Sänger
- Källman, Jonas (* 1981), schwedischer Handballspieler
- Kallman, Kassey (* 1992), US-amerikanische Fußballspielerin
- Källman, Mikael (* 1964), finnischer Handballspieler und -trainer
- Kallmann, Felix, deutscher Rechtsanwalt
- Kallmann, Franz Josef (1897–1965), deutsch-US-amerikanischer Psychiater
- Kallmann, Gerhard (1915–2012), US-amerikanischer Architekt
- Kallmann, Günter (1927–2016), deutscher Sänger, Komponist und Chorleiter
- Kallmann, Hans Jürgen (1908–1991), deutscher Maler
- Kallmann, Hartmut (1896–1978), deutsch-US-amerikanischer Physiker
- Kallmann, Helmut (1922–2012), kanadischer Musikwissenschaftler und Bibliothekar
- Kallmann, Martin (1867–1911), deutscher Elektrotechniker und Hochschullehrer, Stadtelektriker in Berlin
- Kallmann, Martin (1891–1982), deutscher Kaufmann und Unternehmer
- Kallmann, Marx (1795–1865), württembergischer Rabbiner
- Kallmann, Rainer (1941–2021), deutscher Kommunalpolitiker (SPD)
- Kallmann, Sabine (1949–2024), deutsche Juristin, Richterin, Gerichtspräsidentin
- Kallmeyer, Friedrich (1804–1868), deutscher Maler
- Kallmeyer, Georg (1875–1945), deutscher Verleger
- Kallmeyer, Gerhard (1913–1958), deutscher Politiker (CDU)
- Kallmeyer, Hans (1882–1961), deutscher Maler und Grafiker
- Kallmeyer, Hedwig (1881–1976), deutsche Reformpädagogin
- Kallmeyer, Helmut (1910–2006), deutscher Chemiker
- Kallmeyer, Johann (1809–1859), baltischer Pfarrer und Historiker
- Kallmeyer, Lothar (1924–2019), deutscher Architekt
- Kallmeyer, Ulrich (* 1944), deutscher Manager
- Kallmeyer, Ulrich (* 1963), deutscher Komponist, Pianist, Pädagoge und Autor
- Kallmorgen, Friedrich (1856–1924), deutscher Maler und HochschullehrerFriedrich Kallmorgen (1856–1924)

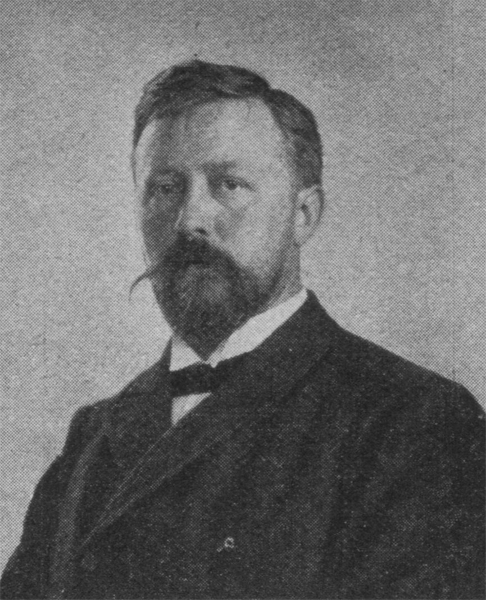
Friedrich Kallmorgen (1856–1924)

- Kallmorgen, Georg (1882–1924), deutscher Architekt, Bausenator
- Kallmorgen, Werner (1902–1979), deutscher Architekt
- Kallmünzer, Josef (1871–1957), deutscher Kaufmann und Kommunalpolitiker
- Kallmyr, Jøran (* 1978), norwegischer Politiker

### Kalln
- Kallnbach, Siglinde (* 1956), deutsche Künstlerin
- Kallner, Ariel (* 1980), israelischer AbgeordneterAriel Kallner (* 1980)

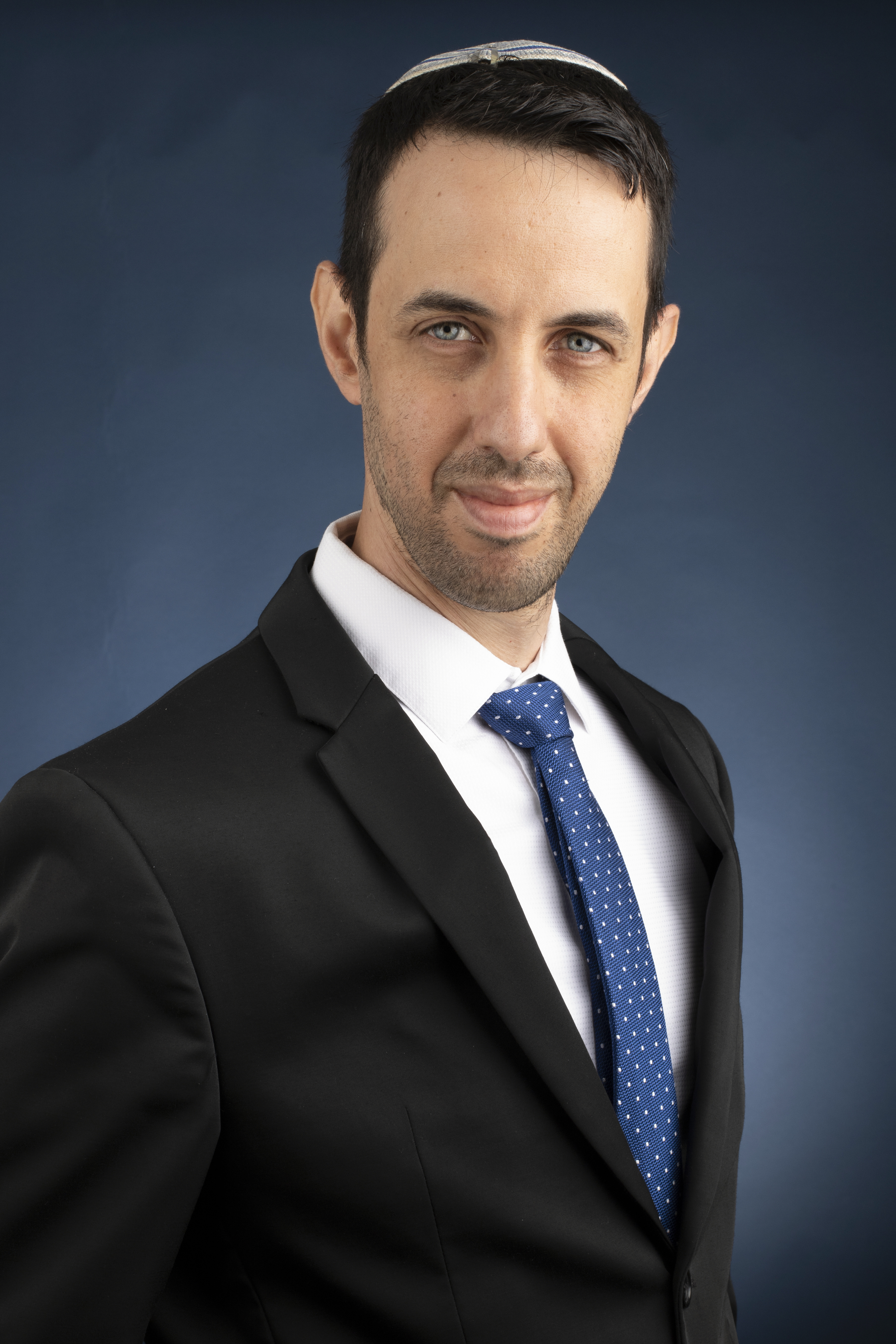
Ariel Kallner (* 1980)

- Källner, Hans (1898–1945), deutscher Generalleutnant im Zweiten Weltkrieg
- Kallnik, Mario (* 1974), deutscher Fußballspieler und Fußballfunktionär

### Kallo
- Kallo, Kalev (1948–2024), estnischer Politiker
- Kalloch, Christina (* 1958), deutsche römisch-katholische Theologin und Hochschullehrerin
- Kállói, Béla (* 1913), ungarischer Fußballspieler und -trainer
- Kallon von Aigina, griechischer Bildhauer
- Kallon von Elis, griechischer Bronzebildner
- Kallon, Mohamed (* 1979), sierra-leonischer Fußballspieler
- Kallon, Morris (* 1964), sierra-leonischer Rebellenführer
- Kallon, Yayah (* 2001), sierra-leonischer Fußballspieler
- Kalloor, Yoohanon Chrysostom (* 1944), indischer Geistlicher, emeritierter syro-malankara katholischer Bischof von Pathanamthitta
- Kallós, Eduard (1866–1950), ungarischer Bildhauer
- Kallós, Paul (1902–1988), schwedischer Immunologe
- Kallosch, Renata Ernestowna (* 1943), russische Physikerin

### Kallq
- Källqvist, Christoffer (* 1983), schwedischer Fußballtorhüter

### Kallr
- Kallrath, Theresa (* 1987), schwedisch-deutsche Künstlerin

### Kalls
- Kallsberg, Anfinn (1947–2024), färöischer Politiker, Mitglied des Folketing
- Kallsberg, Katrin (* 1967), färöische Ärztin und Politikerin (Tjóðveldi)
- Kallscheuer, Otto (* 1950), deutscher Politikwissenschaftler und Philosoph
- Kallsen, Nicholas († 2015), US-amerikanischer Schauspieler in Film und Fernsehen
- Kallsen, Otto (1822–1901), deutscher Lehrer und Schriftsteller
- Kallstenius, Edvin (1881–1967), schwedischer Komponist
- Källström, Harry (1939–2009), schwedischer Rallyefahrer
- Källström, Kim (* 1982), schwedischer FußballspielerKim Källström (* 1982)

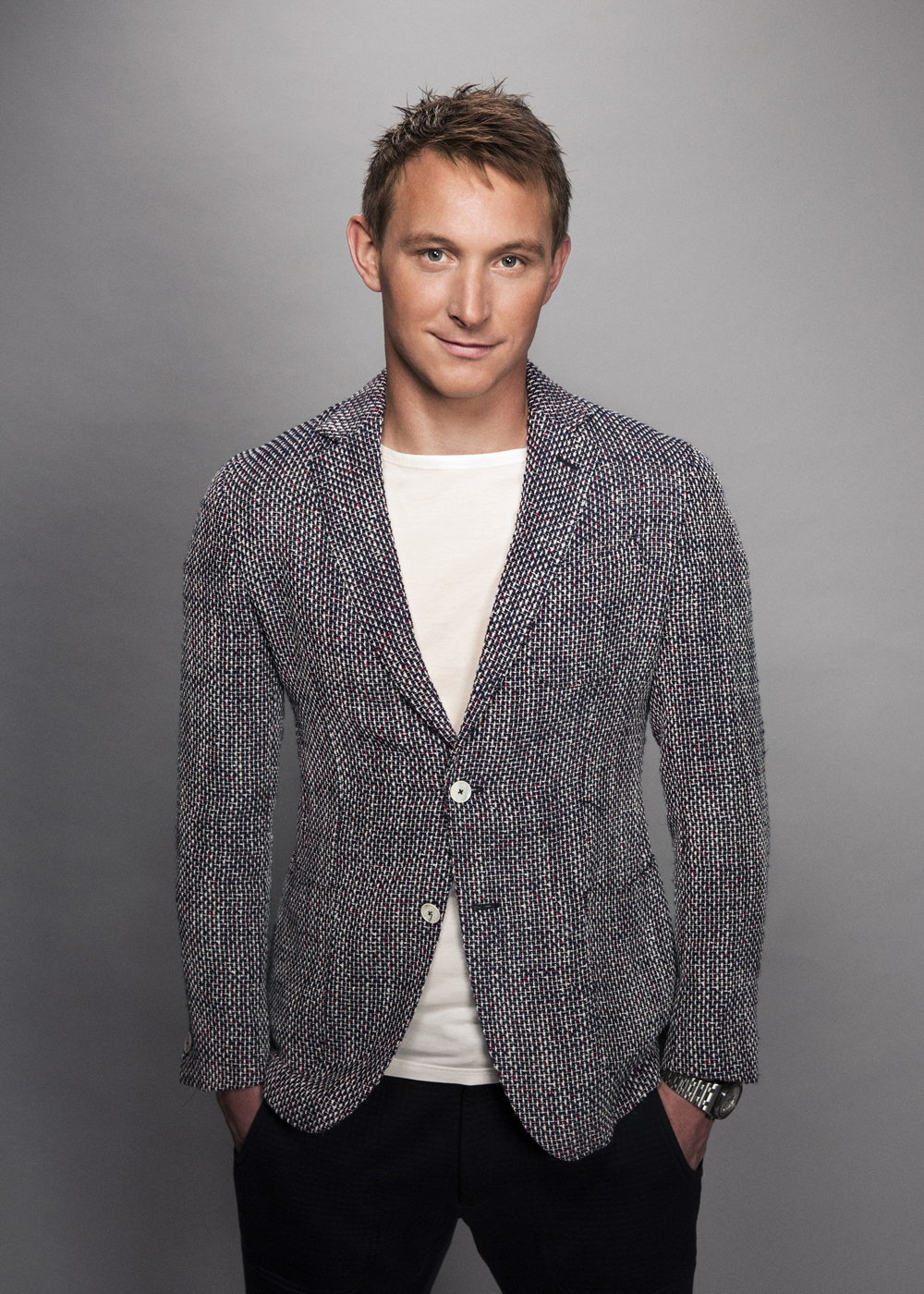
Kim Källström (* 1982)

- Källström, Matilda (* 1995), schwedische Schauspielerin
- Källström, Mikael (* 1959), schwedischer Fußballspieler und -trainer

### Kallu
- Kallunki, Aino, finnische Biathletin
- Kallunki, Sami (1971–1999), finnischer Nordischer Kombinierer
- Kallupura, Sebastian (* 1953), indischer Geistlicher, römisch-katholischer Erzbischof von Patna
- Kallur, Anders (* 1952), schwedischer Eishockeyspieler und -trainer
- Kallur, Jenny (* 1981), schwedische Leichtathletin
- Kallur, Susanna (* 1981), schwedische Leichtathletin
- Kalluri, Raghu (* 1967), US-amerikanischer Zellbiologe und Krebsforscher
- Kallus, Julius (1886–1959), Beamter und Widerstandskämpfer
- Kallus, Kati (* 1992), deutsche Tanzsportlerin
- Kallus, Sonnhilde (1935–2007), deutsche Skilangläuferin
- Kalluvelil, Jose (* 1955), indischer Geistlicher, syro-malabarischer Bischof von Mississauga in Kanada

### Kallw
- Kallwass, Angelika (* 1948), deutsche Fernsehmoderatorin, Psychotherapeutin und AutorinAngelika Kallwass (* 1948)

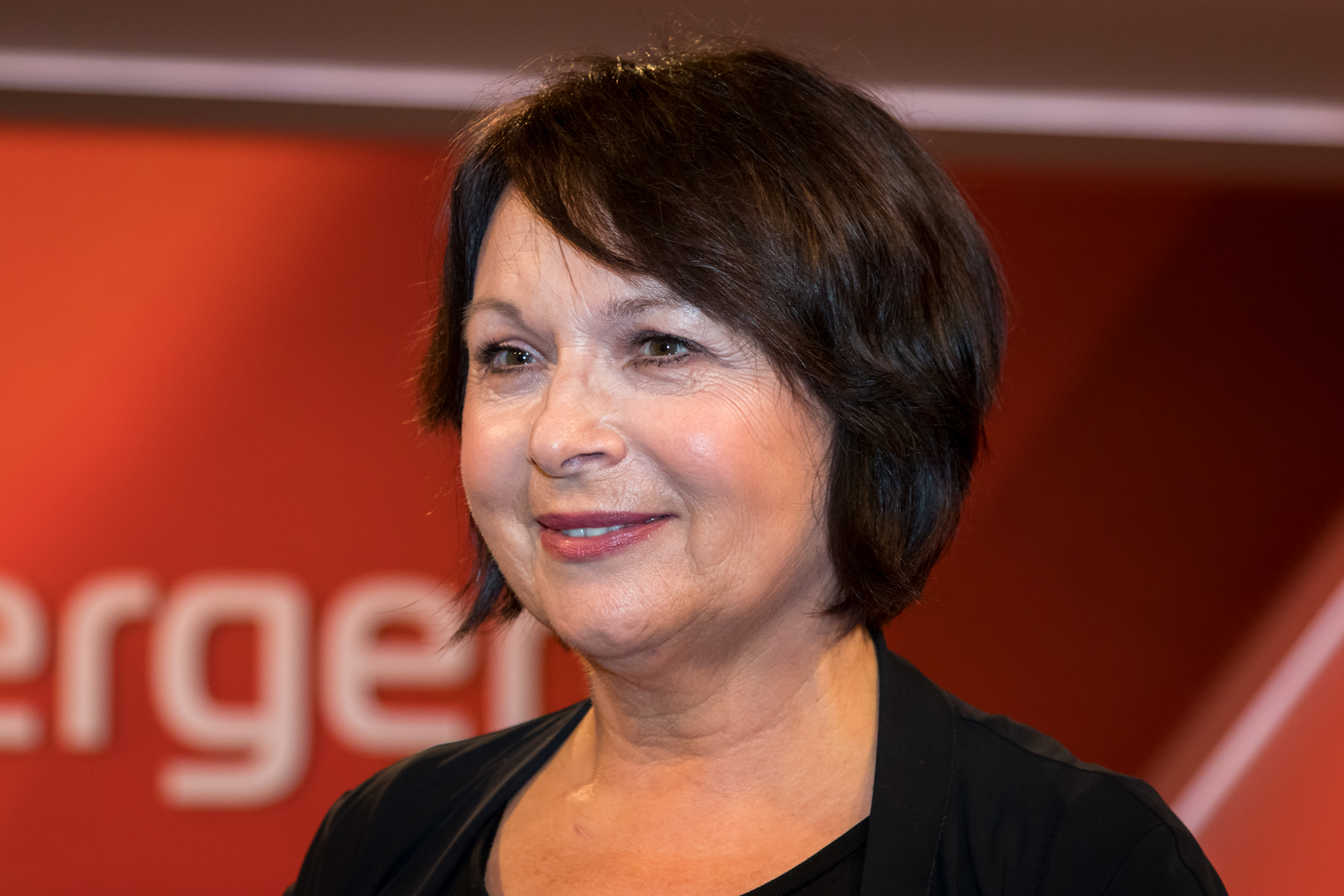
Angelika Kallwass (* 1948)

- Kallweit, Erhard (* 1936), deutscher Agrarwissenschaftler und Hochschullehrer
- Kallweit, Hilmar (1941–2022), deutscher Germanist, Literatur- und Kulturwissenschaftler
- Kallweit, Ingeborg (* 1938), deutsche Schauspielerin und Hörspielsprecherin
- Kallweit, Walter (1921–2001), deutscher Politiker (SPD), MdBB
- Kallwitz, Peter (* 1951), deutscher Fotograf und Kurzfilmer